# リビア・マルタ大陸棚事件

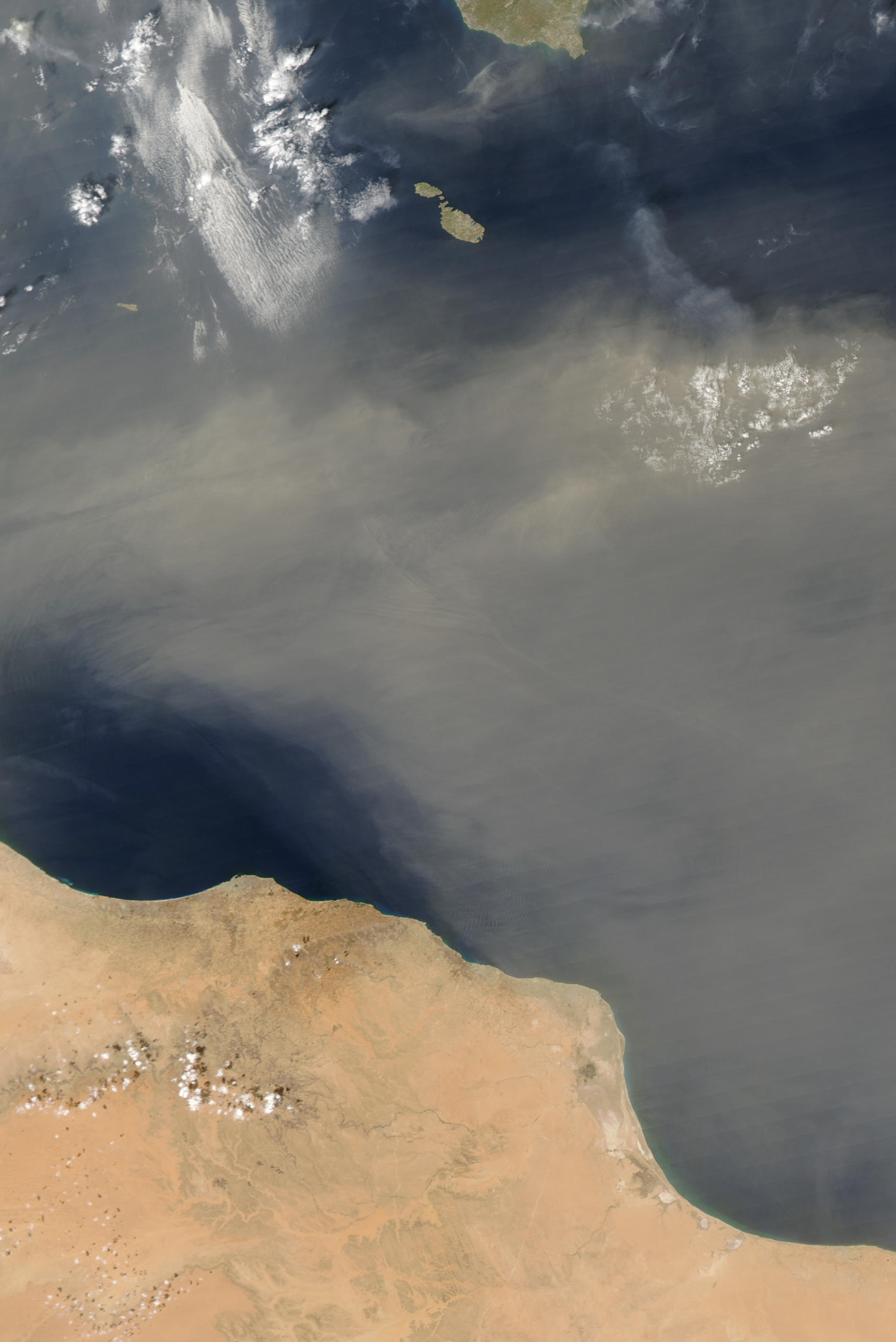
境界線が争われた海域の衛星写真。NASA撮影。

リビア・マルタ大陸棚事件（リビア・マルタたいりくだなじけん、英語:Case concerning the Continental Shelf between Libya and Malta、フランス語:Affaire du plateau continental entre Libye et Malte）は、大陸棚の境界画定をめぐりリビアとマルタの間で争われた国際紛争である。1973年より中間線を境界線とすべきと主張するマルタと、全ての関連事情を考慮に入れて合意による境界画定を行うべきと主張するリビアとの間で見解の相違があったが、1985年に国際司法裁判所(ICJ)は中間線を北側に緯度18分移動させた線を境界線とする判決を下し、両国はこの判決に従い1986年に大陸棚の境界画定に関して合意に至った。

## 経緯
1969年にデンマーク、オランダ、西ドイツ間の大陸棚境界画定について争われた北海大陸棚事件では、大陸棚の境界は中間線とすべきとの主張をICJは退けた上で、大陸棚の境界画定のための唯一義務的な方法は存在しないとし、境界画定は領土の自然の延長である大陸棚ができるだけ各国に多く割り当てられるような方法で、合意によって行われるべきとの判決が下された。つまりここでは大陸棚条約第6条に定められた等距離中間線による方法は境界画定のための唯一で義務的な方法ではないとされたのである。1973年から1982年まで行われた第三次国連海洋法会議では、大陸棚の境界画定を等距離中間線によるべきとする諸国（等距離中間線派）と、等距離中間線では海岸線の地形によっては不衡平な結果を生みだすと主張した諸国（衡平原則派）との間で激しい対立があった。この会議の結果採択された国連海洋法条約第83条第1項では結局、等距離中間線派の立場も衡平原則派も採用しない以下のような規定がおかれた。
上記に言及される国際司法裁判所規程第38条とは、条約や慣習国際法をさす。国連海洋法条約では新たに排他的経済水域の制度が設けられ、排他的経済水域の境界画定に関しても以下のように大陸棚の境界画定に関する規定とほぼ同様の内容の規定がおかれた。
この国連海洋法条約は1982年にマルタが、1984年にはリビアも署名した。リビア・マルタ大陸棚事件ICJ判決は、この条約が採択された後に初めて下されたICJの判決である。
マルタはイタリアシチリア島の南約43海里、リビアの北約183海里に位置する島国である。マルタは1965年にリビアに対し両国に属する大陸棚の境界線を中間線とすることを提案し、翌年にマルタは境界線を中間線とする国内法を制定したが、1973年になってリビアはこの中間線による境界画定に異議を唱えた。1976年、両国はこの大陸棚の境界に関する紛争を国際司法裁判所(ICJ)に付託することを定めた合意協定に署名し、1982年7月19日に紛争はICJに付託された。両国の協定第1条にはICJへの付託内容について具体的には以下のように定められた。

## 裁判

### 各国の主張
- リビアの主張

大陸棚の境界画定は、衡平な結果を達成するために、すべての関連事情を考慮に入れて合意によって行われるべきである。等距離中間線による境界画定は義務的なものではなく、衡平な解決のためには両国の海岸線の長さの著しい相違を考慮するべきである。問題の大陸棚区域には断絶が存在しており、境界画定は大陸棚が領土の自然の延長であることから導き出される。境界画定はマルタ近海にある深いトラフで行うべきである。
- マルタの主張

大陸棚の境界画定は衡平な解決を達成するために行われなければならず、そのために実際には両国の基線の最も近い点から等距離となるような中間線を境界線とすべきである。中間線を境界線とする方法以外の方法を採用すべき特徴は問題の海域には存在せず、中間線を境界線として採用することが衡平である。
- イタリアの主張

問題とされている大陸棚区域の中には明らかにイタリアが権利を有する区域がある。したがって国際司法裁判所規程第62条に基づく利害関係をもつ国として、訴訟への参加許可をICJに請求する。

### 判決
|     | |
| A-B | マルタが主張した中間線。                                                                               |
| C-D | リビアが主張したマルタ近海のトラフ付近の境界線。                                                       |
| X   | 東経15度10分の子午線と、シチリア島とリビアとの中間線の交点。ICJは中間線(A-B)の北への移動の上限とした。 |
| E-F | リビアとマルタの中間線を北に18分移動させた線。ICJはこれを両国大陸棚の境界線と判示した。                |

- イタリアの訴訟参加請求について

イタリアの参加を認めれば、イタリアと両国との関係についてもICJは判断せざるを得ず新たな紛争が訴訟に持ち込まれることになるが、リビアとマルタはイタリアの参加請求に異議を唱えており、両国の同意なしにイタリアの参加を認めることはできない。ただし本件でICJが決定する大陸棚の範囲は、イタリアの請求が影響を受けない範囲内でなければならない。この判決の対象範囲は、第三国の請求に関連しない東経13°50'から15°10'の間（右記地図参照）に限定される。
- 裁判の対象範囲

ICJに対しては境界画定が困難なく行われることが求められているが、両国の合意協定の内容からして、ICJは本件で用いられる境界画定の方法を指示することができるだけでなく、ひとつの境界線を両国に指示することもできる。
- 適用規則

慣習国際法が本件に適用されることについて両国は合意している。しかしだからと言って国連海洋法条約が本件に無関係ということにはならない。こうした多数国間条約の中にはそれまでにあった慣習国際法の規則を条約の規定に記録したり、慣習国際法の規則を発展させるために重要な役割を担うものもあるため、圧倒的多数で採択された国連海洋法条約の重要性を無視することはできない。国連海洋法条約の中には慣習国際法の内容を表明した規定があることについても、両国の見解は一致している。1982年のチュニジア・リビア大陸棚事件ICJ判決でも示されたように、境界画定に関して国連海洋法条約は、何らかの特定の基準を設定してはおらず、衡平な解決を実現することを求めている。
- 大陸棚と排他的経済水域

国連海洋法条約においては、大陸棚と排他的経済水域に関するふたつの制度は結びついたものとなっており、沿岸国が大陸棚に対して有する権利は排他的経済水域の海底においても同じように有することになる。この排他的経済水域の制度は、諸国の刊行を通じて慣習国際法の一部となった。そのため両国に属する排他的経済水域の範囲は、大陸棚の境界画定にあたって考慮すべき関連事情のひとつと言える。排他的経済水域は200海里という距離を基準に設定されるのに対し、大陸棚は元来領土の海底への自然の延長という物理的な概念であったが、時代を経てこの大陸棚の概念は変化していき、物理的な領土の自然延長が200海里までのびていない場合には、海底の形状に関わらず沿岸から200海里までが沿岸国に属する大陸棚となる。この沿岸からの距離を基準とする排他的経済水域の制度は慣習国際法の一部となり、この距離の基準は大陸棚の制度にも適用される。両国に属すると考えられる大陸棚区域は、沿岸から200海里を超えていないので、物理的な意味での自然の延長から境界画定の基準を導き出すことはできない。
- 境界画定

領土に対する主権に由来する大陸棚への権利は海岸を通じて確立するものであるため、マルタ近海の深いトラフを境界線とするリビアの主張(右図C-D)は取り入れることができない。一方でマルタが主張する中間線による境界画定も北海大陸棚事件で否定された方法であり、そのためこれも最優先の基準としては取り入れることができないが、しかし向かい合っている国の間の境界画定においては、等距離中間線による境界画定が衡平な結果をもたらす場合が多い。そのため、まず暫定的に両国海岸の間に中間線を引く(右図A-B)ことが、最終的な衡平な解決のための妥当な方法と言える。マルタは地中海に浮かぶ小島であり、マルタとリビアの海岸線の長さには著しい不均衡があることから、暫定的にひいた中間線をリビアにより広い大陸棚を帰属させるように修正する形で境界画定を行う。もしも仮にマルタがイタリアの一部であったと仮定すれば、リビアとマルタの境界線はリビアとシチリア島の間の中間線よりも南側にあるべきであることから、中間線の北側への移動はマルタとリビアの中間線を24分までの移動(右図点X)が上限となる。ここで両国の海岸線の長さを考慮し、前記中間線の移動の上限の4分の3である18分北側に中間線を移動させた線(右図E-F)を大陸棚の境界線とすることが、最も衡平な境界画定である。

## 判例としての意義
排他的経済水域の制度は、第3次国連海洋法会議の審議を経て1982年に採択され1994年に発効した国連海洋法条約の第5部に規定された制度であり、このリビア・マルタ大陸棚事件ICJ判決が下されたのは国連海洋法条約発効よりも以前のことである。会議で条約が作成されているさなかに、排他的経済水域の制度を定めた国内法を独自に制定する国が相次ぎ、そのなかには作成途中の国連海洋法条約の排他的経済水域に関する規定をそのまま引き写した規定を定めた国も少なくなかった。リビア・マルタ大陸棚事件判決でICJは、このような諸国の慣行を経たことで国連海洋法条約の発効を待たずに、排他的経済水域の制度が慣習国際法となったと判示したのである。
ICJは暫定的に等距離中間線を引き、衡平な境界画定のためにその等距離中間線を修正した境界線を示したが、これは北海大陸棚事件ICJ判決や英仏大陸棚事件仲裁判決で指摘された点を踏襲したものと見ることもできる。英仏大陸棚事件でも本件と同じように暫定的に中間線を引きそれを修正するという方法がとられたが、少なくとも海を隔てて向かい合っている国の間での大陸棚境界画定は、暫定的に中間線を引くことが、最終的に衡平な解決を導き出すためには有効との考え方がこれらの判例のなかで確立したといえる。